# 阿根廷蟻
阿根廷蚁（學名：Linepithema humile）原產於南美，體長約2.5mm。和其他螞蟻不同的是，阿根廷蟻在一個巢中有多隻女王蟻，新的女王蟻不會為了交配而外出，而是直接繼承舊巢，舊女王蟻則在舊巢旁另外築巢，成為世界上最龐大的蟻群。
阿根廷蟻會利用人類的交通工具做長距離遷移。女王蟻在良好的條件時可產60顆卵，工蟻也能迅速發育，在房屋內或附近築巢，成為具有侵略性的害蟲。
由於生性兇悍，阿根廷蟻在入侵地與本地蟻種競爭下往往佔優勢，如美國加州自阿根廷蟻入侵後本地種螞蟻逐漸減少，甚至法國南部有原生螞蟻全軍覆沒的記錄。南非本地螞蟻在與阿根廷蟻的競爭中敗退，改變當地的植物，被列為世界百大外来入侵种。